# ハムナプトラ3 呪われた皇帝の秘宝
『ハムナプトラ3 呪われた皇帝の秘宝』（原題：The Mummy: Tomb of the Dragon Emperor）は2008年のアメリカ映画である。

## 概要
1999年の映画『ハムナプトラ/失われた砂漠の都』、2001年の映画『ハムナプトラ2/黄金のピラミッド』の続編で、物語の舞台をエジプトから中国に移した。1、2作目にエヴリン・オコーネル（1作目は結婚前のカナハン）役で出演したレイチェル・ワイズは降板し、代役はマリア・ベロとなった。
日本語吹き替え版ではイメージソングとして黒瀬真奈美の「Memories」が使用されている。

## あらすじ
現代から、約2000年前の古代中国。五行を操る魔力と、強大な武力を持った皇帝は、全土制圧の野望に取り付かれていた。その達成の為、不死の力を必要とした皇帝は、妖術師の女ツイ・ユアンに不死の力獲得を命じ、部下のミン・グオ将軍を伴わせ、遥かシルクロードに派遣した。そこでツイ・ユアンは不死の魔術を発見する。目的を果し都に戻って来た2人だが、彼女がミン・グオと愛し合うようになったことを知った皇帝は、2人に卑劣な罠を仕掛けた。愛するミン・グオが処刑される姿を目の当たりにしたツイ・ユアンは、深い悲しみと怒りから皇帝と臣下全員に呪いをかける。そして命からがら危機を脱したツイ・ユアンは、燃えさかる炎に包まれ陶器に姿を変えていく皇帝たちを後に、広大な大陸へと消えていった。
それから2000年後の1946年。オコーネル夫妻は、第二次世界大戦終結後のロンドンで幸せに暮らしていた。妻のエヴリンは、過去2回のエジプトのミイラと戦った冒険談を元に小説を出版し、作家として大成功。一方、戦時中は諜報活動で数々の手柄をあげた夫のリックは、いまや魚釣りが日課という退屈な日々を送っていた。
そんな彼の元に、外務省から舞い込んで来た新たな任務が、持ち主を不死の泉へ導くという伝説が宿るブルーダイヤ＜シャングリラの眼＞を、上海の博物館へ戻しに行く仕事だった。博物館の館長が友人のロジャー・ウィルソンであり、上海にはエヴリンの兄ジョナサンもいることから、ダイヤの移送を引き受けることにしたオコーネル夫妻。だが2人は、ハーバード大学に留学しているはずの息子のアレックスも中国にいて、2000年前の皇帝陵を発掘するという大偉業を成し遂げたことを全く知らなかった。
上海に到着したオコーネル夫妻は、さっそくジョナサン経営のナイトクラブ「イムホテップ」を訪問する。そこでアレックスと鉢合わせした2人は、思い掛けない再会に驚愕。しかし、更なる驚きが彼らを待ち受けていた。翌日、アレックスが発見した皇帝のミイラを見ようと上海博物館を訪れたオコーネル夫妻は、館長ウィルソンが、中国を世界の最強国にしようと目論むヤン将軍と組んでいたことを知る。
夫妻がイギリスから運んできた＜シャングリラの眼＞は、皇帝復活の儀式に不可欠の品だったのだ。復活の儀式を強行するヤン将軍。リックとエヴリンは、なんとかそれを阻止しようと激しい抵抗を試みるが、将軍はブロンズの馬が率いる馬車で、息を吹き返した陶器の姿のままの皇帝を連れ去ってしまう。

## 登場人物

### オコーネルファミリーとその関係者
リック・オコーネル（Rick O'Connell）
演 - ブレンダン・フレイザー
大雑把だが、勇猛果敢な主人公。第二次世界大戦中は英国外務省に協力して各地の戦場で諜報活動などで優秀な功績を上げた。大戦が終結した今作ではイギリスにある我が家で悠々自適だが退屈な生活を送っている。イギリス政府からの最後の依頼を受けてブルーダイヤ＜シャングリラの眼＞を上海まで届ける任務を受けるが、そこでアレックスとのまさかの再会やヤン将軍の陰謀などの予測していなかった事態が相次ぎ、遂にはまたしてもミイラと戦う羽目になる。アレックスとはしばらく話していなかったせいで若干距離が生じてしまっており、劇中度々言い争いになる。シャングリラへのゲートでの戦いでアレックスを庇って瀕死の重傷を負ってしまうが、シャングリラにてツイ・ユアンによって命を救われ、その出来事がきっかけで和解すると同時に親子の絆を再認識し、万里の長城での最終決戦ではアレックスとの連係で皇帝を打ち倒すことに成功する。
エヴリン・オコーネル（Evelyn O'Connell）
演 - マリア・ベロ
リックの妻で、気が強く好奇心旺盛な古代エジプト研究家。今作では前回までの2度に亘るミイラとの戦いと冒険を基に小説を執筆し、大ベストセラー作家として名を馳せるようになる。しかし、リックと同じく大戦後は冒険や諜報活動から足を洗った為に小説にするためのネタが思いつかず、スランプに陥っている。そんな矢先にイギリス政府からの依頼を受け、＜シャングリラの眼＞を上海まで届ける事になるが、それがきっかけでリックと共に今回の事件に巻き込まれる事となる。今作でも相変わらずの高い戦闘能力を見せ、最後の戦いではリンと連携でヤンと互角に渡り合うなどの活躍を見せる。
アレックス・オコーネル（Alex O'Connell）
演 - ルーク・フォード
リック、エヴリン夫妻の一人息子。父親譲りの行動力と勇猛さを見せるが若干自信過剰の気があり、背伸びをしがちな性格である。今作では戦争に巻き込みたくないという両親の配慮からアメリカで留学生活を送っていたが内緒で退学し、中国のウィルソンの下でハン皇帝の皇帝陵の発掘調査を行っていた。しかし、ウィルソンの裏切りによって発掘した皇帝をヤン将軍の手で復活させられてしまい、家族やリンと共に皇帝との戦いに挑む事となる。また、リンとは当初は目的が同じというだけでいがみ合っていたが、戦いを通じて惹かれあうようになる。
ジョナサン・カナハン（Jonathan Carnahan）
演 - ジョン・ハナー
エヴリンの兄で、お調子者。今作では前回手に入れたアム・シェアーの黄金のピラミッドの頂上にあったダイヤを元手に上海でナイトクラブ「イムホテップ」を経営する事業家へとのし上がった。相変わらずお宝や金儲けには目がないが、今回も終盤の戦いではマグワイアとコンビを組んでの空中戦でリック達を援護するなど、大きな活躍を見せる。シャングリラの塔の戦いの最中に皇帝が取りこぼした＜シャングリラの眼＞（この時は中に入っていた命の泉の水がなくなったためにただのダイヤモンドになった）を入手し、戦いが終えた後は「イムホテップ」をマグワイアに譲り、ただのダイヤモンドになった<シャングリラの眼>を持って上海を飛び立ち、「ミイラの居ない所で」とペルーで新しいビジネスを開こうとする姿で本編が終了する（その後はペルーでもミイラが発見されている）。
マグワイア（Maguire）
演 - リアム・カニンガム
リックのフランス外人部隊の仲間で、「マッド・ドッグ」の愛称を持つ凄腕のパイロット。ジョナサンのクラブで自分の女に手を出したアレックスを袋叩きにしたのがきっかけでリックと再会。それが縁で、後に今回のリック一行の冒険の空輸役として一役買うこととなる。保有するブリストル ボーファイターはシートベルトが付いていない（本人曰く「貧乏だからつけてない」らしい）欠陥機で、その操縦方法も非常に荒々しいが、パイロットの腕は確か。終盤ではジョナサンとコンビを組んで皇帝率いる兵馬俑の軍勢に空中戦を挑む。戦後は中国を後にすることにしたジョナサンから「イムホテップ」を譲り受けて新オーナーとなり、ラストではリンとオコーネル一家が「イムホテップ」にてダンスをする傍らで髭を剃り、青いスーツを着た清楚な姿を見せている。

### ツイ・ユアンの関係者
リン（Lin）
演 - イザベラ・リョン
ハン皇帝の皇帝陵を人知れず守りぬいてきた謎の少女だが、正体はツイ・ユアンとミン将軍の間に生まれた一人娘で、母と同様にシャングリラで不老不死の力を授かっているが、ツイ・ユアンが万里の長城の死者達を蘇らせた結果、不老不死の力を失った。皇帝陵を発掘したアレックスを襲撃したが、ウィルソンの援護が入ったために逃亡する。その後、アレックスと再会した際に皇帝の素性と自身の目的を話し、彼と共闘して皇帝復活を防ごうとしたがまたしても失敗、皇帝復活を阻止する為にオコーネルファミリーをシャングリラへ案内する事になるが、その過程でアレックスと少しずつ恋に落ちていき、終盤には遂に愛し合う仲となった。
ツイ・ユアン（Zi Yuan）
演 - ミシェル・ヨー
2000年前に皇帝が永遠の命を得るために探し出した妖術師の女性で、皇帝から目を付けられていた。永遠の命の秘術を探し求める過程で、皇帝から自身の護衛として遣わされたミン・グオ将軍と恋に落ちる。しかし、帰国後にそれが皇帝に露見し、ミンを目の前で処刑され、その怒りから皇帝と彼の軍隊を呪いで陶器の姿に変えて、単身シャングリラへと逃れ、不老不死の力を授かる。その後はミンとの間に授かった一人娘のリンを生み、2000年の時を生き続けて皇帝の復活を防いできたが、皇帝が復活した事で自らの不死の力を捨てて、再び皇帝との戦いに挑み、龍剣（皇帝を倒せる唯一の武器）を奪うことに成功するが、瀕死の傷を負ってしまい、最後はリンに龍剣を託して彼女に看取られながら息を引き取る。
ミン・グオ将軍（Ming Guo）
演 - ラッセル・ウォン
2000年前にハンの下に仕えていた皇帝軍の将軍。皇帝とは旧友関係にあり、非常に忠実で、皇帝からの信頼も深かった。ツイ・ユアンの永遠の命の秘術を探す旅に護衛として同行した時に彼女に目を付けていた皇帝からの言いつけを破り、ツイ・ユアンと恋に落ちてしまい、都に戻った時にそれが露見し、残虐な方法（八つ裂きの刑）で処刑されてしまう。劇中終盤にツイ・ユアンの不死の命を捧げた呪文によってかつて皇帝の非道な圧制時代に葬られた民達と共に蘇り、彼らにより結成された反皇帝軍を指揮して復活した皇帝率いる兵馬俑の軍隊と戦う。八つ裂きの刑で処刑されたため、復活時は左腕を失った姿で登場する。

### 呪われた皇帝とその一派
アー・シン・ハン皇帝（Emperor Han）
演 - ジェット・リー
2000年前に中国大陸の天下統一の野望を果たすために残虐な侵略を繰り返した末に皇帝の地位を確立させた冷酷非道な男。復活後は三つ首竜や巨大な熊のような獣に変身できる。また、白兵戦も得意で、特に素手による格闘は本編冒頭では自分を狙ってきた刺客を返り討ちにしたり、終盤ではリックやアレックスを同時に相手にして圧倒する等、非常に高い天賦の才を持つ。火・水・土・木・金の5つのエレメントを操る秘術を会得した後に最後の欲望として永遠の命を求め、配下で旧友のミン将軍に永遠の命の秘術を行なえる妖術師ツイ・ユアンを連れてこさせ、美しい彼女と秘儀の謎を探しに行かせるが、その過程で彼らが愛し合った事を知り激怒してミン将軍を処刑しツイ・ユアンに自分の愛人になれと迫る。だが皇帝のことを快く思っていなかったツイ・ユアンがその直前に行なった秘術によって配下の軍隊と共に呪いをかけられて兵馬俑の姿にされてしまう。しかし、2000年後にアレックスの発掘とヤン将軍の陰謀で遂に復活を果たし、シャングリラの力で完全復活と今度こそ永遠の命を手に入れて、中国のみならず世界を征服しようと目論むが、後一歩のところでリックに阻まれてしまう。その後、リックに対する怒りと彼による挑発からオコーネル親子と一騎討ちに挑む。戦いでは終始リックを押し、途中でアレックスが加わっても全く引けを取らず、遂には自らの弱点である龍剣を叩き折って一度は彼らを追い詰めるも、最後はリックとアレックスの互いの機転を利かせ合った連携によって、前後から二人に折れた龍剣の両端の部分で突き刺されて敗北し、完全に消滅した。
ヤン将軍（Yang）
演 - アンソニー・ウォン
中国を世界最強国にするという野望を胸にウィルソンと共に皇帝復活を目論む国民革命軍の裏切り将校。接近格闘に長けており、その実力はアレックスを追い詰め、エヴリン、リンを同時に相手にして互角に渡り合う程である。終盤の戦いではジープに乗ってリック達をしつこく追うが、ジョナサンの空爆でジープごと爆破される。しかし、その後も執念で生き延びてエヴリン達に戦いを挑むが、敗北したところをカラクリの歯車に挟まれてしまい、助けようとした副官のチョイと共に歯車に引きずり込まれて死亡する。
チョイ（Choi）
演 - ジェシー・メン
ヤンの副官を務める女性士官で、顔に生々しい傷痕がある。基本的に無口だが、ヤンへの忠心は深く、彼の命令にはどんなことにも従う。終盤でジープを使ってヤンと共にリック達を追うが、ジョナサンの空爆でジープごと爆破される。しかし、それでもなんとか生き延びており、その後はカラクリの歯車に引きずり込まれそうになったヤンを助けようとする。ヤンから「手を離せ 」と言われても離さず、最期はそのまま彼と共に歯車に引きずりこまれて死亡した。
ロジャー・ウィルソン教授（Roger Wilson）
演 - デヴィッド・コールダー
リックの友人である上海博物館の館長で、大学を退学したアレックスと共にハン皇帝の皇帝陵を発掘した好人物。研究のためにアレックスと共に皇帝陵を発掘したが、真の目的はヤン将軍と組んで皇帝を復活させるもので、＜シャングリラの眼＞を持ってきたリックとエヴリンの前でその邪な本性を露わにするが、この時には既にヤン達からは単なる捨て駒としか見られておらず、復活した皇帝に首を切断されて死亡した。

## 日本語吹き替え
| 役名                     | 俳優                   | 日本語吹き替え                                   | 日本語吹き替え                                                   |
| 役名                     | 俳優                   | 劇場公開版                                       | フジテレビ版                                                     |
| ------------------------ | ---------------------- | ------------------------------------------------ | ---------------------------------------------------------------- |
| リック・オコーネル       | ブレンダン・フレイザー | 森川智之                                         | 堀内賢雄                                                         |
| エヴリン・オコーネル     | マリア・ベロ           | 田中敦子                                         | 玉川砂記子                                                       |
| アレックス・オコーネル   | ルーク・フォード       | 上地雄輔                                         | 加瀬康之                                                         |
| ジョナサン・カナハン     | ジョン・ハナー         | 田原アルノ                                       | 江原正士                                                         |
| 林（リン）               | イザベラ・リョン       | 甲斐田裕子                                       | 高橋理恵子                                                       |
| 紫媛（ツイ・ユアン）     | ミシェル・ヨー         | 塩田朋子                                         | 唐沢潤                                                           |
| アー・シン・ハン皇帝     | ジェット・リー         | 原語音声                                         | 池田秀一                                                         |
| 明郭（ミン・グォ）将軍   | ラッセル・ウォン       | 原語音声                                         | 小杉十郎太                                                       |
| 楊（ヤン）将軍           | アンソニー・ウォン     | 中村秀利                                         | 壤晴彦                                                           |
| マグワイア               | リアム・カニンガム     | 仲野裕                                           | 安原義人                                                         |
| ロジャー・ウィルソン教授 | デヴィッド・コールダー | 西村知道                                         | 大木民夫                                                         |
| チョイ                   | ジェシー・メン         | 原語音声                                         | 東條加那子                                                       |
| 刺客                     | ジャッキー・ウー       | 原語音声                                         | 原語音声                                                         |
| 役不明又はその他         | N/A                    | 林真里花 水野龍司 新田万紀子 松下こみな 塚田正昭 | 白熊寛嗣 間宮康弘 佐藤拓也 三浦潤也 遠藤大智 恒松あゆみ 高橋里枝 |
|                          |                        |                                                  |                                                                  |
| 翻訳                     | 戸田奈津子             | 栗原とみ子                                       | 松崎広幸                                                         |

- 劇場公開版吹き替え - DVD・BD収録
  - 日本語版制作スタッフ - 演出：向山宏志、制作：ニュージャパンフィルム
- フジテレビ版吹き替え - 初回放送：2010年10月9日 21:00 - 23:10『土曜プレミアム』
  - 日本語版制作スタッフ - 演出：鍛治谷功、調整：金谷和美、効果：渡辺基、録音：スタジオ・ユニ、制作：ニュージャパンフィルム、フジテレビ担当：清野真紀、池田巌、坂上真倫

## 製作

### 企画
2001年11月、スティーヴン・ソマーズはシリーズ第3作について「需要はありますが、私たちがより大きく、より良い方法を見付けることができたなら、再びギャングたちは現れるでしょう」と述べた。しかし、彼はキャストが出演に関心を示していたにもかかわらず、2004年5月には製作への意欲が低下していた。2005年12月に、ソマーズはアルフレッド・ガフとマイルズ・ミラーが書き上げた脚本を見直し、舞台を中国に変更した。本作の敵役アー・シン・ハン皇帝と彼の軍隊は、始皇帝と兵馬俑をモデルにしている。
2006年9月、ユニバーサル・スタジオはジョー・ジョンストンに監督を打診したが、彼は辞退している。2007年1月、ユニバーサルはソマーズが監督を務めないことを発表し、同時にロブ・コーエンと交渉中であることを明かした。同月後半に、物語はオコーネル夫妻と成長した息子との家族関係を中心に描かれることが判明した。4月に、映画のタイトルが「The Mummy 3: Curse Of The Dragon」であることが発表された。

### キャスティング
2006年3月、前2作でアーデス・ベイ役を演じたオデッド・フェールは、ソマーズから聞いた話として「引き続き出演するのはブレンダン・フレイザーとレイチェル・ワイズだけになる」と発言した。
2007年2月からアレックス役の選考が始まり、同時にジョン・ハナーがジョナサン役で引き続き出演することが判明した。また、コーエンはジェット・リーとミシェル・ヨーが出演する予定であると発言した。同年4月に、フレイザーの出演が正式に決定したが、ワイズは「脚本の問題」と息子を出産したばかりであることを理由に出演を見送った。アレックス役にルーク・フォードが起用され、5月にはマリア・ベロがワイズの代役としてエヴリン役に起用された。ベロはインタビューで、「私が演じるエヴリンはレイチェル・ワイズのエヴリンと同じ名前ですが、全く別のキャラクターです」と述べ、エヴリン役に意欲を見せた。

### 撮影
撮影はモントリオールと中国で行われた。モントリオールではシャングリラのシーンが撮影され、ナイジェル・フェルプスが撮影を担当し、シャングリラの入り口のシーンではブルース・スタインハイマーの特殊効果チームが偽の雪を作成した。フェルプスのチームは兵馬俑の作成も担当し、20種類の彫像はアン・カルジアンの3Dチームが作成している。また、アー・シン・ハン皇帝のミイラは中国から購入した兵士と馬の人形を基に作成し、キム・ワイチュンが軍馬の作成を担当した。この間、 リック・オコーネルとアー・シン・ハン皇帝の対決シーンが撮影された。
2007年10月15日からは、中国での撮影が始まった。上海市のスタジオでは1940年代の街並みのセットが作られ、チェイスシーンなどが3週間かけて撮影された。スタジオでの撮影では、中国人の文化アドバイザーが秦朝の言語と儀式についてコーエンにアドバイスを行い撮影を補佐した。ジョナサンが経営するナイトクラブ「イムホテップ」では、オコーネル一家のシーンが撮影された。上海近辺での撮影では、中国人民解放軍の行進が行われるたびに撮影が中断した。終盤の砂漠のシーンは、中国人民解放軍の訓練場を借りて撮影された。
特殊効果はリズム&ヒューズ・スタジオとデジタル・ドメインが担当し、リズム&ヒューズ・スタジオはイエティと三つ首竜、デジタル・ドメインは皇帝軍と終盤の戦闘シーンを作成している。ダイヤモンドに似た氷のプールは、11か月間かけて作成された。皇帝軍の戦闘シーンは、MASSIVEを利用して作成している。

## 興行収入
2008年7月24日にモスクワでプレミア上映され、8月1日に北米3,760スクリーンで公開された。公開初日の収益は1,520万ドルを記録したが、週末の興行成績（4,040万ドル）は同時期に公開された『ダークナイト』の記録（4,260万ドル）には及ばなかった。
国際市場では28の市場で公開され、3日間で5,950万ドル以上の収益を上げた。この記録は第1作（1,670万ドル）と第2作（2,155万ドル）を大きく上回り、韓国（1,330万ドル）、ロシア（1,270万ドル）、スペイン（670万ドル）などで順次公開された。最終的に興行収入は4億ドルを記録したが、前2作の興行成績を下回る結果となった。

## 評価

### 批評
本作は高い興行収入を記録したが、批評家からは酷評された。Rotten Tomatoesには170件のレビューが寄せられ、支持率13%となっている。Metacriticでは33件のレビューに基づき、31/100のスコアとなっている。
ロジャー・イーバートは四つ星満点中三ツ星を与え、「なぜ私はこの映画が好きなのでしょうか。それは、このバカバカしい楽しさのためです」と好意的な評価を与え、シリーズの中で最高の作品と述べた。Seattle Post-Intelligencerのウィリアム・アーノルドは、「誰もが入場料分の価値を、この冒険コメディから得るでしょう」と批評した。批評家キャシー・コーピアは、「オリジナル（『ミイラ再生』）と同じくらい楽しめた」と述べ、ロサンゼルス・タイムズのケネス・トゥーランは、「いくらかは楽しめたが、3作目を作るのに十分なものではなかった」と批評した。TV Guideのケン・フォックスは「ポップコーン代を払うには、まずまずの出来」と批評した。The Baltimore Sunのマイケル・スレゴウは、「テンポの悪いインディ・ジョーンズ シリーズのようだ。ウィットまたはパーソナリティーも、まさに絶望的なペースだった」と酷評した。

### 受賞・ノミネート
| 賞                   | 部門                                 | 対象                                                                                       | 結果       |
| -------------------- | ------------------------------------ | ------------------------------------------------------------------------------------------ | ---------- |
| サターン賞           | ホラー映画賞                         | ハムナプトラ3 呪われた皇帝の秘宝                                                           | ノミネート |
| 衣装デザイナー組合   | ベスト衣装デザイン・ファンタジー部門 | サジャ・ミルコヴィッチ・ヘイズ                                                             | ノミネート |
| ゴールデン・リール賞 | 音響効果賞                           | ベッキー・サリヴァン、ダニエル・S・アーウィン、ジョン・C・スチュヴァー、ミシェル・パイザー | ノミネート |
| ナショナル映画賞     | アクション・冒険映画賞               | ハムナプトラ3 呪われた皇帝の秘宝                                                           | ノミネート |
| ナショナル映画賞     | 男優パフォーマンス賞                 | ブレンダン・フレイザー                                                                     | ノミネート |
| 視覚効果協会         | Outstanding Created Environment      | マイク・メイカー、リチャード・マホン、ジェイソン・アイバーソン、ショウ・ハセガワ           | ノミネート |
| BMI映画賞            | 音楽賞                               | ランディ・エデルマン                                                                       | 受賞       |

## モバイルゲーム
iモードの「ウリキリゲームロフトシネマ」、EZwebとYahoo!ケータイの「ゲームロフト★シネマ」向けに公式アプリゲームが配信されている。

## テレビ放送
| 回数 | テレビ局   | 番組名（放送枠名） | 放送日        | 放送時間      | 放送分数 | 視聴率 |
| ---- | ---------- | ------------------ | ------------- | ------------- | -------- | ------ |
| 1    | フジテレビ | 土曜プレミアム     | 2010年10月9日 | 21:00 - 23:10 | 130分    | 12.8%  |
| 2    | テレビ朝日 | 日曜洋画劇場       | 2012年1月29日 | 21:00 - 23:10 | 130分    | 11.8%  |
| 3    | 日本テレビ | 金曜ロードSHOW!    | 2015年9月4日  | 21:00 - 22:54 | 114分    | 10.3%  |
| 4    | テレビ東京 | 午後のロードショー | 2021年1月4日  | 13:35 - 15:40 | 125分    | 3.8%   |

- 視聴率はビデオリサーチ調べ、関東地区・世帯・リアルタイム。